# Roone Arledge

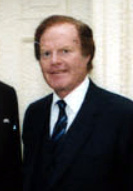
Roone Arledge (1983)

Roone Pinckney Arledge, Jr. (* 8. Juli 1931 in Queens, New York City; † 5. Dezember 2002 in New York City) war ein amerikanischer Fernsehproduzent, der mit seinen Sendeformaten einen weltweiten Einfluss auf die Sehgewohnheiten des Fernsehpublikums hatte.

## Leben
Nach der Highschool in Wellington, wo er in den Wettkampfmannschaften im Ringen und Baseball erfolgreich war, entschied er sich Sportjournalismus an der Columbia University zu studieren. Hierzu absolvierte er ein allgemeines Bachelorstudium (BA 1952) und brach dann jedoch sein Masterstudium an der School of International Public Affairs ab und begann für das DuMont Television Network zu arbeiten. Er wurde eingezogen und leistete seinen Wehrdienst ab. Anschließend wurde er Produzent für Kindersendungen bei der örtlichen Station von NBC. Da er mit seinem Pilotprojekt For Men Only keinen Sendeplatz bei NBC bekam, bot er es auch anderen Sendern an und wurde vom aufstrebenden ABC als Produktionsassistent angestellt. Er sollte College-Football übertragen helfen. Einige Monate vor dem ersten Spiel schrieb Arledge ein Memo an seinen Produzenten Edgar J. Scherick, in dem er sein Konzept erklärte: Es genügt nicht, das Spiel zu übertragen wie es ist, sondern man muss die Zuschauer mit zum Spiel nehmen. Dazu ist es wichtig, auch die weiblichen Zuschauer einzubinden, ggf. auch Spielzüge für Laien verständlich zu erklären und die Spieler als Personen vorzustellen und lebendig werden zu lassen. Mit 29 Jahren am 17. September 1960 konnte er sein Konzept beim Spiel Alabama Crimson Tide gegen die Georgia Bulldogs zum ersten Mal umsetzen. Seitdem sind Sportübertragungen weltweit anders geworden.
Arledge durfte daraufhin sein Konzept auch in anderen Sportarten ausprobieren (Wide World of Sports), übertrug Leichtathletik, war der Produzent für alle zehn Übertragungen von Olympischen Spielen für die USA und wurde so nach und nach 1968 zum Sportchef von ABC. Er erfand Monday Night Football, ein Footballspiel der NFL exklusiv am Montagabend, hier setzte er zum ersten Mal 16 Fernsehkameras bei der Übertragung ein.  In seinen Sportsendungen erzählte er jeweils eine Geschichte, sodass von den Kameras auch einzelne auf die Spieler gerichtet waren, von denen die Geschichte handelte. 1977 wurde Arledge zusätzlich der Programmdirektor von ABC News, ohne mit Ausnahme des München Massakers Erfahrung mit Nachrichtensendungen zu haben. Aber die Nachrichten-Abteilung von ABC hatte schlechte Zuschauerzahlen. Er durfte experimentieren, übernahm Modelle aus dem Sport und erreichte schließlich, dass von 1986 bis 1996 ABC News die besten Einschaltquoten aller amerikanischen Nachrichtensendungen hatte. 1998 gab er sein Amt auf. 2002 starb er an Prostatakrebs.

## Auszeichnungen
Das Life-Magazin zählt Arledge zu den 100 Most Important Americans of the 20th Century. Für Sports Illustrated war er Nummer 3 der 40 Personen, die den Sport in den letzten 40 Jahren verändert haben. Insgesamt bekam Arledge für seine TV-Formate 37 Emmys. Die Columbia University benannte ein Auditorium nach ihm.
- 1971 NATPE "Man of the Year" Iris Award
- 1990 Television Academy Hall of Fame
- 1997 Walter Cronkite Award for Excellence in Journalism.[4]
- 2001 Pete Rozelle Radio-Television Award der Pro Football Hall of Fame.
- 2007 Walt Disney Company benennt Arledge als Disney Legend[5]

## Quelle
- Roone Arledge: Roone: a memoir. New York: HarperCollins, 2003. ISBN 0-06-019733-1